# بيتر آش
بيتر آش (بالإنجليزية: Peter Ash)‏ (ولد في 4 شباط / فبراير 1985) هو ممثل إنجليزي من موستون, مانشستر الكبرى لعب دور البطولة في السلاسل التلفزيونية البريطانية الخسائر وزوجات لاعبي كرة القدم وشارع كورونيشن.
حضر كلية تشافيريان في روشولم, مانشستر. وهو ابن عم ثاني لزميله الممثل ويليام آش.

## روابط خارجية
- بيتر آش على موقع IMDb (الإنجليزية)
- بيتر آش على موقع قاعدة بيانات الفيلم (الإنجليزية)